# Lymantria maura
Lymantria maura este o specie de molii din genul Lymantria, familia Lymantriidae, descrisă de Charles Oberthür 1916 Conform Catalogue of Life specia Lymantria maura nu are subspecii cunoscute.